# Jan Skalický (manažer)
Jan Skalický (* 23. března 1965) je český manažer a politik, v letech 2022–2023 náměstek primátora města Děčín. V letech 2011–2013 byl pověřen řízením Ředitelství vodních cest ČR, později byl předsedou Asociace DOL, podporující výstavbu kanálu Dunaj–Odra–Labe.

## Životopis
V Chrudimi absolvoval všeobecné gymnázium Josefa Ressela. Posléze odešel studovat do Prahy elektrotechniku na ČVUT. Studium zakončil ziskem titulu Ing.
Od roku 1990 se věnoval profesím elektroinženýra, softwarového projektanta a manažera. V roce 1998 spoluzaložil svou první firmu, Retail Adventures s.r.o., která se zabývala dodávkou softwarových systémů a poradenstvím. Dále působil na manažerských pozicích v několika tuzemských i nadnárodních firmách.

### Veřejná sféra a politika
Do veřejné sféry vstoupil v roce 2007 jako vedoucí odboru investic a správy majetku města Černošice. V roce 2006 uspěl ve volbách a byl zvolen radním městské části Praha 5 za ODS. V průběhu tohoto období zastával post místopředsedy Komise pro Územní rozvoj a byl členem Pracovní skupiny pro Územní plán. V komunálních volbách 2014 byl kandidátem na starostu městské části Praha 5 za Pro Prahu – politické hnutí. Hnutí získalo 3,63 % hlasů a skončilo bez zastupitelů.
Po vypršení mandátu nastoupil na Ředitelství vodních cest ČR. Nejprve zastával pozici zástupce ředitele, řízením organizace byl pověřen v říjnu 2011. Zodpovídal mimo jiné za koncepci rozvoje vodních cest v Česku a za přípravu infrastrukturních projektů. Z funkce ho chtěl uvolnit už ministr Pavel Dobeš, ale pak nové výběrové řízení zrušil. Z místa pak byl odvolán ministrem dopravy Zdeňkem Žákem v říjnu 2013.
V roce 2017 vstoupil do Občanské demokratické aliance a stal se členem jejího předsednictva. Od té doby aktivně pomáhal Pavlu Sehnalovi v rozvoji strany.[zdroj?]
V srpnu 2017 se stal předsedou představenstva akciové společnosti Vodní cesty. I z titulu této funkce byl předsedou Asociace DOL, která se věnovala podpoře výstavby kanálu Dunaj–Odra–Labe. Vyzdvihoval nejen ekonomický, ale podle něj i ekologický rozměr stavby, za což ale byl kritizován a obdržel anticenu Ropák roku 2018. Další důvod k tomuto ocenění bylo jeho lobbování za výstavbu plavebního kanálu u Přelouče přes ekologicky cenné Slavíkovy ostrovy. V jeho podpoře se shodoval i se svým nástupcem ve funkci ředitele Ředitelství vodních cest ČR Lubomírem Fojtů. V roce 2021 vystupoval jako člen správní rady společnosti České loděnice.
V roce 2022 se aktivně zapojil do protestů proti vládě Petra Fialy, vystoupil na demonstraci pořádané Ladislavem Vrabelem a jeho spojenci, kde chválil komunistický režim a volal po pádu vlády. Jako nestraník na kandidátce hnutí ANO kandidoval v komunálních volbách do zastupitelstva Děčína a byl zvolen. Po volbách se na spolupráci domluvili ANO a SPD s lídrem Jaroslavem Foldynou, Skalický se následně stal prvním náměstkem primátora Jiřího Anděla. Mezi své priority zařadil zejména stavbu plavebního stupně Děčín.
Po prezidentských volbách 2023 vyvolal pozdvižení, když na Facebooku označil za podezřelou podobnost mezi výsledky voleb v Česku, na Slovensku a ve Francii.
V březnu 2023 byl odvolán z funkce prvního náměstka primátora, když pro jeho odvolání hlasovali jak opoziční, tak většina koaličních zastupitelů města. Mezi hlavní důvody odvolání zastupitelé uváděli jeho arogantní chování, nepřipravenost na jednání zastupitelstva a chaos v jeho jednání po volbách. Primátor Děčína a stranický kolega Jiří Anděl uvedl, že si další spolupráci se Skalickým dokáže představit jen obtížně.
Ve volbách do Evropského parlamentu v červnu 2024 kandidoval jako nestraník za SD-SN na 8. místě kandidátky uskupení „STAČILO!, koalice KSČM, SD-SN a ČSNS“. Získal 1 409 preferenčních hlasů a stal se tak šestým náhradníkem.
Ve volbách do Senátu PČR v roce 2024 kandidoval jako nestraník za koalici STAČILO! jako nominant ČSNS v rámci uskupení KSČM, SD-SN, ČSNS v obvodu č. 29 – Litoměřice. Se ziskem 7,35 % hlasů skončil na 5. místě a senátorem se tak nestal.
V září 2024, těsně před krajskými a senátními volbami, bagatelizoval dopady povodně, které podle jeho názoru zneužila vláda Petra Fialy pro svoji sebepropagaci. Lídryně koalice Stačilo! a předsedkyně Komunistické strany Čechy a Moravy (KSČM) Kateřina Konečná v předvolební debatě na CNN Prima News označila jeho slova za  „stupidní“ a poznamenala, že KSČM se od jeho výroků distancovala.
V současnosti[kdy?] je členem hnutí Stačilo!.[zdroj?]

### Osobní život
Je rozvedený. Z předchozího manželství má jednoho syna.